# Saint-Just (Hérault)

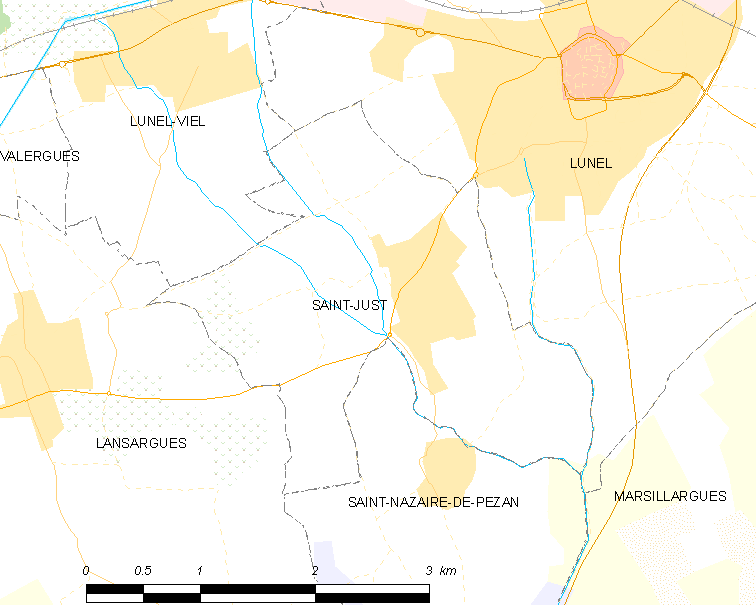
Mapa

 Saint-Just  es una población y comuna francesa, situada en la región de Occitania, departamento de Hérault, en el distrito de Montpellier y cantón de Lunel.

## Demografía
| 511 | 544 | 581 | 1034 | 1568 | 2493 | 3058 |
| Para los censos de 1962 a 1999 la población legal corresponde a la población sin duplicidades (Fuente: INSEE [Consultar]) |     |     |      |      |      |      |